# Urakaze-klasse
De Urakazeklasse (浦風型駆逐艦, Urakazegata kuchikukan) was een klasse van twee torpedobootjagers gebouwd voor de Japanse Keizerlijke Marine door Yarrow Shipbuilders uit Schotland. Dit waren de laatste Japanse torpedobootjagers besteld bij een buitenlandse werf.

## Achtergrond
Het falen van de Japanse scheepsbouwers met de Umikaze-klasse liet de Japanse Marine zonder een grote torpedobootjager met 'blue water' mogelijkheden. De Parsons stoomturbines van de Umikaze-klasse werden geplaagd door onderhoudsproblemen en een gigantisch brandstofverbruik. De marine keerde terug naar haar huisleverancier van nieuwe technologie en materieel, Yarrow Shipbuilding in het Verenigd Koninkrijk, en bestelde twee schepen met een nieuw ontwerp in 1911.
Echter, Yarrow, net als vele andere Britse werven, had nogal wat orders liggen, waardoor het tot 1915 duurde tot de schepen klaar waren en door de uitbraak van de Eerste Wereldoorlog werden ze pas in 1919 overgedragen aan Japan.

## Ontwerp
De Urakaze-klasse schepen maakten gebruik van oliegestookte Brown-Curtiss turbinemotoren en waren de eerste voor Japan ontworpen schepen die niet kolengestookt waren. Het eerste ontwerp was gemaakt voor dieselmotoren, maar door de uitbraak van WO I kon Yarrow niet de onderdelen uit Duitsland krijgen.
De bewapening was iets minder dan dat van de Umikaze-klasse met een enkel QF 4,7 inch kanon gemonteerd op het voordek en vier QF 3 inch 12 ponders (2 in het midden van het schip, 1 op de achtersteven en gemonteerd achter de schoorstenen. De Urakaze-klasse was ook de eerste Japanse torpedobootjagerklasse met de 53 cm diameter torpedobuizen.

## Operationele geschiedenis
Urakaze werd te laat overgedragen aan de Japanse Keizerlijke Marine om nog van dienst te zijn in WO I. Het werd vooral gebruikt voor patrouilles op de Jangtsekiang. Hij werd uit dienst genomen in 1936 en werd gebruikt als trainingsschip. het schip werd tot zinken gebracht door een luchtaanval van de United States Navy op 18 juli 1945. Hij moet niet verward worden met de latere Kagero-klasse torpedobootjager Urakaze van de Tweede Wereldoorlog.
Door een sterk verzoek van de Britse regering werd de Kawakaze door Japan verkocht aan de Regia Marina van Italië voordat het schip klaar was. Italië was een van de geallieerden van WO I en had een groot tekort aan moderne oorlogsschepen. Kawakaze werd afgebouwd als Audace, en werd later hernoemd tot San Marco en zag veel actie in de Middellandse Zee. Tijdens de Tweede Wereldoorlog werd het schip overmeesterd door de Duitse Kriegsmarine en hernoemd tot TA20. Het zonk op 11 november 1944 nabij Venetië in de Adriatische Zee. Het schip moet niet verward worden met de latere Shiratsuyu-klasse torpedobootjager Kawakaze van uit de Tweede Wereldoorlog.